# Vilhjálmur Þ. Vilhjálmsson
Vilhjálmur Þ. Vilhjálmsson,  född den 26 april 1946 i Reykjavik, är en isländsk politiker från Självständighetspartiet. Han är sedan den 13 juni 2006 borgmästare i Reykjavik.